# نوارقرمزی خال‌دار
نوارقرمزی خال‌دار (نام علمی: Melitaea didyma) گونه‌ای پروانه است که در تیره فرچه‌پایان قرار دارد. پهنای بال این پروانه ۳٫۵ تا ۵ سانتی‌متر است. زیستگاه این حشره ترکیه، ایران، افغانستان، قزاقستان، شمال پاکستان، سیبری، آسیای مرکزی، مغولستان، غرب چین، مراکش، الجزایر و تونس می‌باشد. این گونه بیشتر در چمنزارها، علفزارها و کنار جاده‌ها پرواز می‌کند.

## زیرگونه‌ها
- Melitaea didyma didyma
- Melitaea didyma elavar Fruhstorfer, ۱۹۱۷;
- Melitaea didyma kirgisica Bryk, ۱۹۴۰;
- Melitaea didyma neera Fischer de Waldheim, ۱۸۴۰;
- Melitaea didyma occidentalis Staudinger, ۱۸۶۱;
- Melitaea didyma turkestanica Sheljuzhko, 1929

## نگارخانه

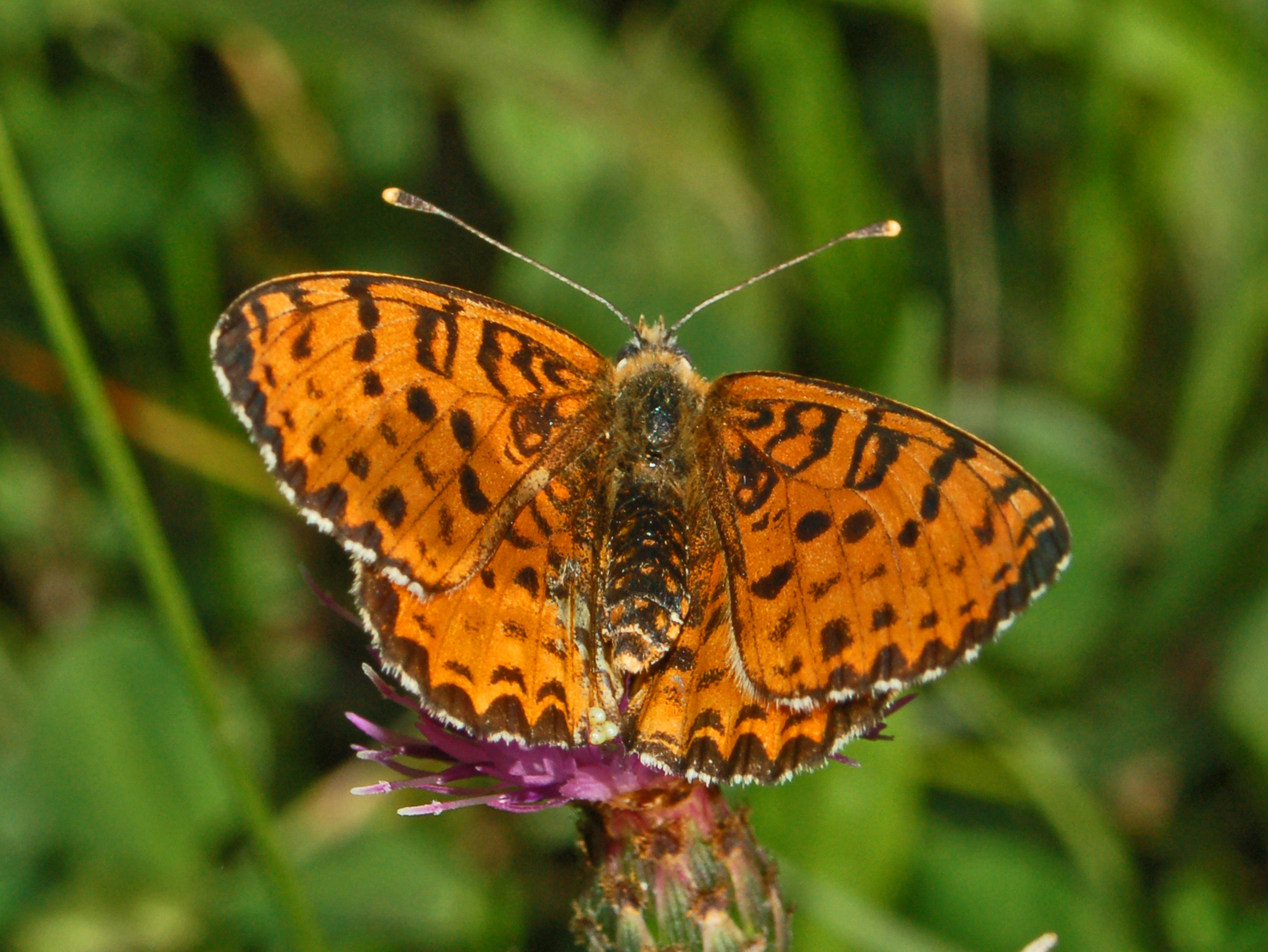
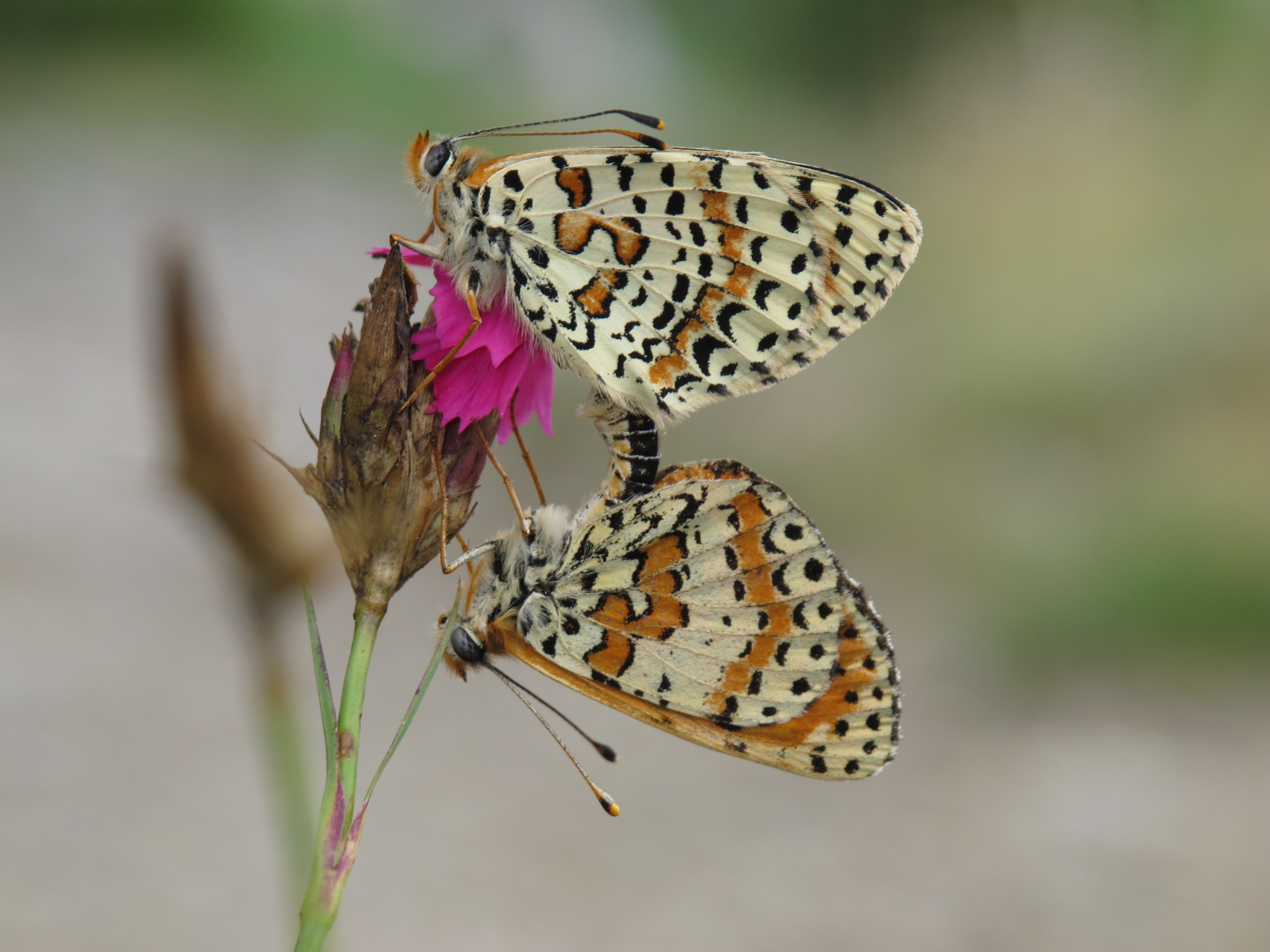
جفت‌گیری
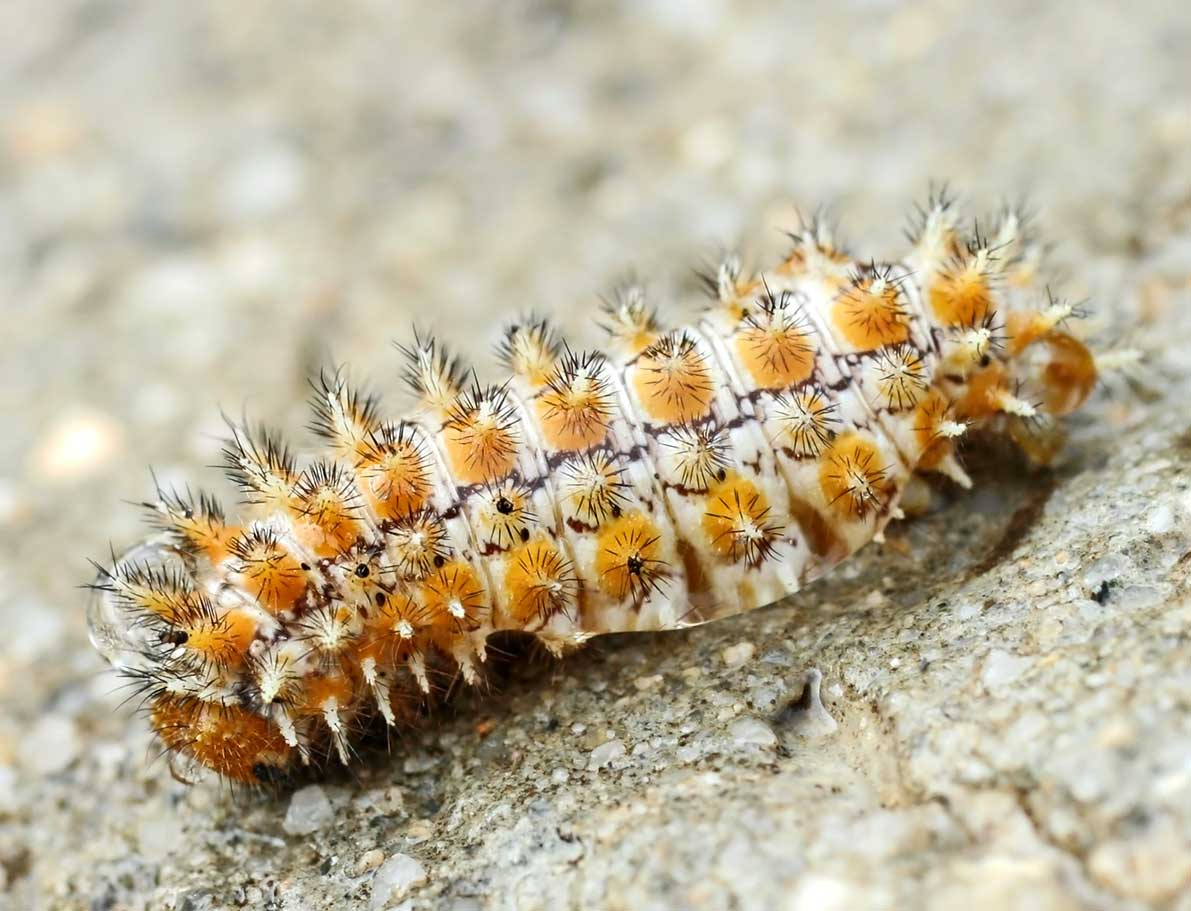
لارو
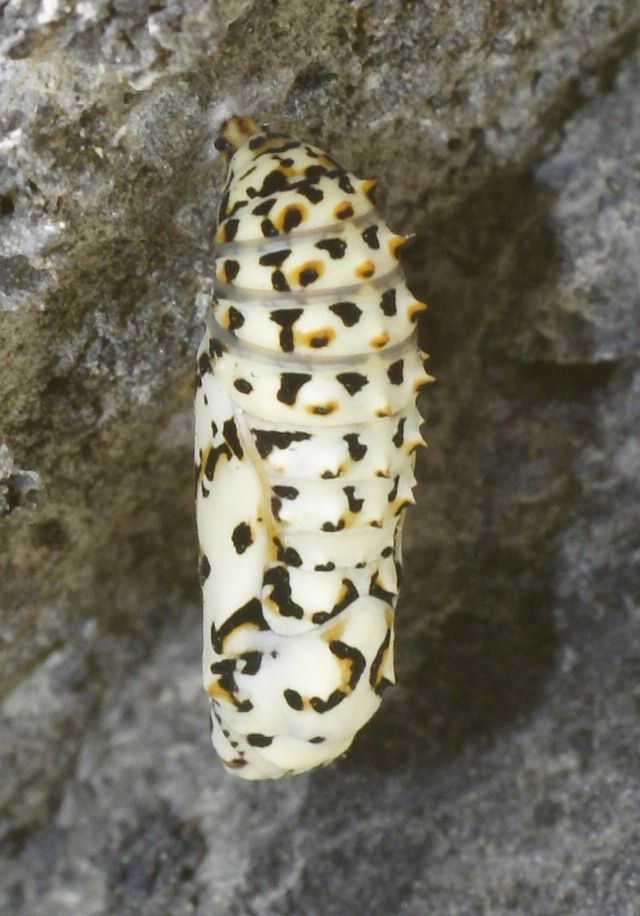
شفیره
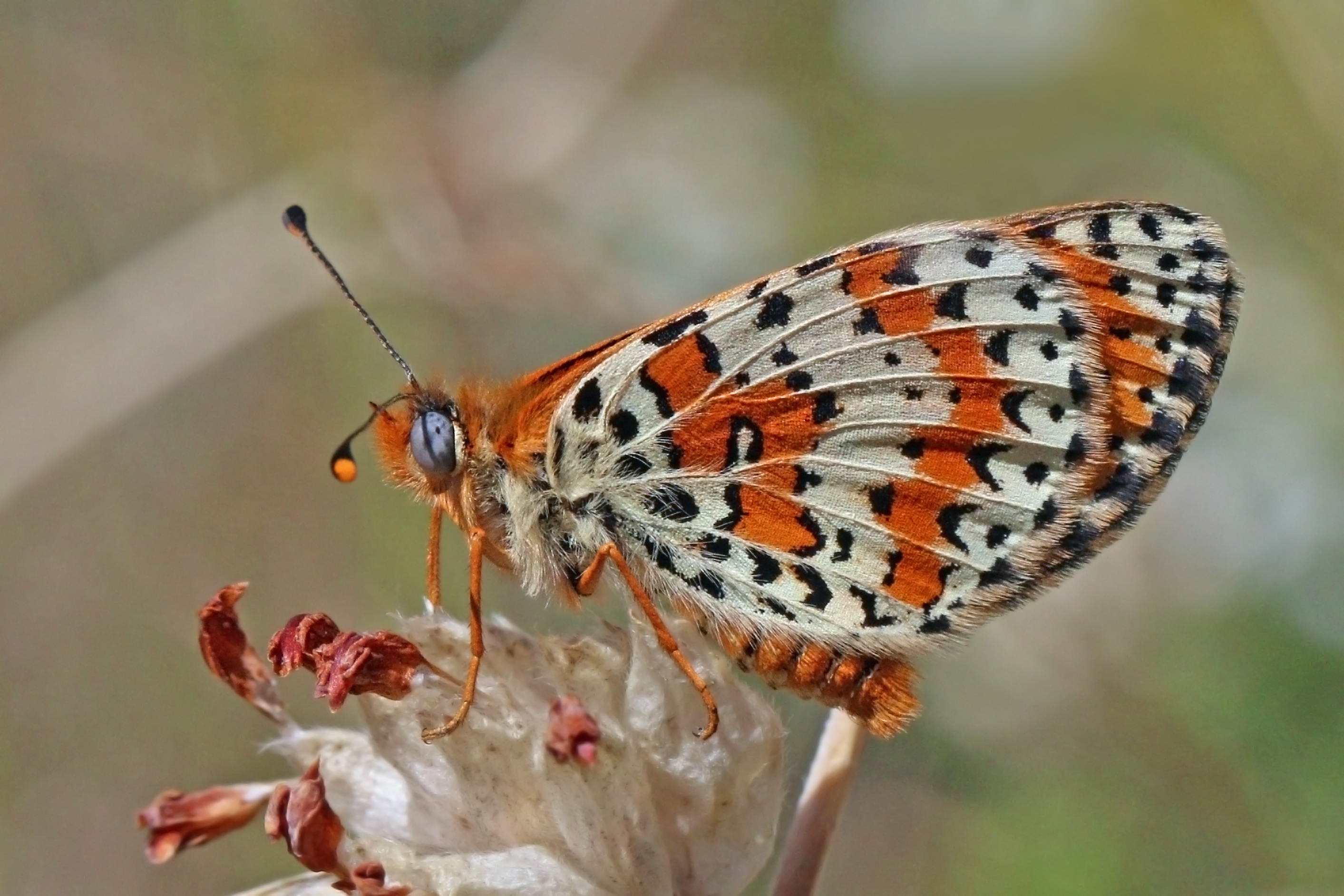